# Langelot contre Monsieur T
Langelot contre Monsieur T est le sixième roman de la série Langelot, écrite par le Lieutenant X (Vladimir Volkoff). Ce roman a été édité pour la première fois en 1967, dans la Bibliothèque verte, où il porte le numéro 334.

## Trilogie deMonsieur T
Le roman prend place au sein d'une trilogie :
- Langelot contre Monsieur T : démantèlement de l'antenne allemande du réseau TT,
- Langelot pickpocket : démantèlement des antennes britannique et italienne du réseau TT,
- Une offensive signée Langelot : démantèlement de l'antenne française du réseau TT et mort de Monsieur T.

## Personnages
- Sous-lieutenant Langelot : orphelin, agent du SNIF, blond, 1,68 m, mince, « traits menus mais durs ».
- Capitaine Montferrand, chef de la section protection du Service National d'Information Fonctionnelle, 45 ans, cheveux gris-fer coupés en brosse, fume la pipe, a perdu une jambe au combat quelques années plus tôt.
- Monsieur Leblanc : guide à la Conciergerie.
- Legoff : camarade de classe de Michel Montferrand, l'un des fils du capitaine Montferrand.
- Bertha Mann : jeune femme, fille de l'ingénieur Mann. Roule en MG.
- Ingénieur Bernhard Mann : inventeur, concepteur de circuits miniaturisés d'autoguidage d'engins militaires.
- Colonel Herrschen : chef des services secrets allemands.
- Lieutenant Siegfried Pracht : officier des services secrets allemands.
- Ludwig Hoffmann : vieil horloger de Munich, sourd.
- Gertrude Tisch : opératrice des écoutes conduites par les services secrets allemands.
- Monsieur T : Thomas Torvier, scientifique.
- Gerhard Smeit : chef de l'antenne allemande du réseau TT, sbire de Monsieur T.

## Résumé

### Première partie: une étrange boîte aux lettres
Lors d'un dîner de famille, le capitaine Montferrand apprend de l'un de ses fils que lors d'une visite au musée de la Conciergerie de Paris, l'un de ses camarades, Legoff, a connu une étrange mésaventure : après lui avoir fait de la monnaie, un guide a exigé qu'il lui rende l'une des pièces. Comme le garçon ne la retrouvait plus, le guide l'a alors accusé de vol et tenté de la lui arracher de force. Étonné, Montferrand demande alors à son fils de récupérer la pièce, que son camarade Legoff a, entre-temps, retrouvée.
Le lendemain, la pièce en question se retrouve au siège du Service National d'Information Fonctionnelle, entre les mains de Langelot : il s'agit d'une pièce tout à fait ordinaire de 5 francs et parfaitement authentique ; l'attitude du guide est donc inexplicable.
Ce qui devait être une mission de routine se complique. Langelot feint de rapporter la pièce au guide, Monsieur Leblanc, et bien imprudemment se retrouve en fâcheuse posture, la tête sous l'une des guillotines des réserves de la Conciergerie. Il doit révéler son identité. Puis il parvient à mettre la main sur la véritable pièce de 5 francs reçue, par erreur, par Legoff.
Celle-ci n'est effectivement pas courante. Elle s'avère servir de boîte à microfilms. La mission dénommée "Guillotine" débute. Une poursuite s'engage, Langelot suivant Bertha Mann à la trace jusqu'à la Côte d'azur. Arrivée à l'hôtel Alcazar, "près de Cannes", Bertha Mann se voit, dans sa propre chambre, sous la menace d'espions. Ceux-ci se font passer pour des agents du SNIF, le service secret français qui emploie Langelot. Caché dans la douche de sa chambre, ce dernier lui révèle son identité et sa fonction. Elle lui fait des confidences et feint de coopérer avec les espions.

### Deuxième partie: la traque de l'antenne allemande du réseau TT
Les espions, les hommes de Monsieur T, veulent mettre la main sur les circuits miniaturisés de l'ingénieur Mann. Langelot se rend en Allemagne, à Munich, pour assister à la suite de la mission, conduite par les services secrets allemands. Les secrets technologiques des circuits miniaturisés conçus par l'ingénieur Mann sont résumés par trois cahiers, désignés par A, par B et par C. Monsieur T possède déjà une bonne partie des cahiers A et B. Bertha Mann doit remettre aux espions de Monsieur T le cahier C, manquant. Les services allemands doivent alors capturer les espions et empêcher la fuite des secrets. Rien ne se passe comme prévu. Le sens de l'observation et l'esprit d'initiative de Langelot font merveille pour déjouer les plans astucieux des espions.
La mission s'achève par la chute de l'antenne allemande du réseau T avec la capture des espions à la solde de Monsieur T. Ayant pénétré à l'insu des services secrets allemands, dans le local de l'antenne allemande de Monsieur T, Langelot surprend une communication de Monsieur T dans laquelle il entend une information de toute première importance ; elle sera exploitée dans la mission suivante, Langelot pickpocket.
Un dîner de gala réunit Allemands et Français fêtant leur succès.

## Les éditions
- 1967 - Hachette, Bibliothèque verte (français, version originale), illustré par Maurice Paulin.
- 1974 - Hachette, Bibliothèque verte, illustré par Maurice Paulin.

## Autour du roman
- Sur la couverture originale, Langelot apparaît pistolet au poing, mais la couleur de l'arme se confond quasiment avec celle de l'ombre de Monsieur T, ce qui la rend presque invisible.
- Le capitaine Montferrand est marié et a quatre enfants : Alice, Marie, Marc et Michel (13 ans).
- Lors de la filature de Bertha, la fille de l'ingénieur Mann, Langelot descend à l'Alcazar, hôtel fictif situé "à environ deux kilomètres de Cannes" (page 95, édition Hachette). Il y retournera lors de sa vingt-cinquième mission, Langelot sur la Côte d'Azur.
- Le roman fait allusion au fameux espion soviétique Rudolf Abel nom d'emprunt de l'espion William Fischer, qui utilisait des pièces creuses comme boîtes aux lettres[1]. L'auteur Vladimir Volkoff vit aux États-Unis en 1962, année durant laquelle se produit l'échange entre Rudolf Abel/William Fischer et des prisonniers américains.
- L'antenne de Monsieur T en Allemagne de l'ouest se trouve au 17, Bruderstraße, à Munich : cette rue existe réellement.